# Анжеліка, маркіза янголів (фільм, 1964)
«Анжеліка — маркіза янголів» — (фр. Angélique, marquise des anges / Angélique) — французький історико-авантюрний фільм, що є екранізацією першої книги із серії романів про Анжеліку. Авторами романів є Анн та Серж Голон.

## Сюжет фільму
Події розвертаються у Франції. Надворі XVII століття. Анжеліка — донька барона Сансе де Монтелу. В 1654 році вона стає випадковим свідком змови проти короля Франції, яку організував Людовік де Конде. 1657 році батько забирає її з монастиря та має намір видати заміж за багату людину. Анжеліці розповідають нісенітниці про те, що її майбутній чоловік чаклун, старий і ще й страшний. Анжеліка засмучується і хоче провести свою першу ніч з другом дитинства Ніколя. Однак їх бачить слуга маєтку. Під час бійки Ніколя вбиває слугу. Він змушений тікати і ховатись у лісі, де чекає Анжеліку, але вона не приходить.
 Анжеліка переїжджає до замку свого чоловіка Жоффрея де Пейрака. Вона бачить усю розкіш замку, але боїться Жоффрея і ненавидить його. Багатство графа де Пейрака — це золото, яке він отримує з породи, власником якої є тільки він один у Франції. Шрам на обличчі він отримав у полоні в арабів, а кульгавість через перелом ноги, втікаючи від убивць.
 Згодом Анжеліка розуміє, що Жоффрей добрий та розумний чоловік, і між ними виникають справжні почуття.

Через два роки подружжя Пейраків приймає в гостях Короля Людовіка XIV на його шляху до Парижу. Король ревнує до красуні Анжеліки графа де Пейрака. Йому також не подобається багатство Жоффрея. Оскільки в графа багато ворогів при дворі, його садять до в'язниці за підтримки самого короля і звинувачують у вигаданому чаклунстві. Анжеліка намагається врятувати чоловіка. Їй допомагає адвокат Франсуа Дегре. 
 Все майно Пейраків конфіскують, а Анжеліку запрошує на аудієнцію брат короля. Йому стало відомо про історію багаторічної давності, коли Анжеліка підслухала розмову про змову проти короля. Тепер їй самій загрожує небезпека. 

Анжеліка просить аудієнції короля. Не отримавши від неї взаємної любові, він проганяє Анжеліку і відмовляється допомогти в порятунку Жоффрея від страти.
 Під час суду над Пейраком, його змушують демонструвати процес видобування ним золота і запрошують фіктивних свідків. Жоффрея засуджують до страти шляхом спалення на Пляс де Гре. Анжеліку приводять до місцевих розбійників. Їх ватажок — друг дитинства Анжеліки Ніколя. Він пропонує Анжеліці допомогу, але за це хоче, щоб вона залишилася з ним. Заради спасіння Жоффрея Анжеліка погоджується. Однак, коли розбійники нападають на кортеж, щоб врятувати Пейрака, вони бачать опудало замість підсудного. В цей час Жоффрея таємно повезли іншою дорогою на Пляс де Гре і спалили як чаклуна. Ніколя переконує Анжеліку помститися за все. Вона погоджується.

## Актори і ролі
- Мішель Мерсьє — Анжеліка Сансе де Монтелу
- Робер Оссейн — Жоффрей де Пейрак
- Жан Рошфор — Франсуа Дегре
- Клод Жиро — Філіп дю Плессі-Белльєр
- Джуліано Джемма — Ніколя Мерло
- Жак Тожа — король Людовік XIV
- Жак Кастело — архієпископ Тулузький
- Шарль Реньє — Конан Беше
- Бернар Ворінже — Бернар д'Андіжос
- Робер Порт — Месьє Філіп Орлеанський, брат короля
- Мадлен Лебо — «Велика Мадемуазель» (герцогиня де Монпансьє)
- Франсуа Местр — принц де Конде
- Філіп Лемер — маркіз де Вард
- Роберт Гоффман — шевальє де Лоррен
- Женевьєв Фонтанель — Карменсіта
- Пьєр Ате — шевальє де Жермонтаз
- Жан Топа — месьє Бурьє
- Ітчіка Шоро — Ортанс де Сансе, сестра Анжеліки
- Жак Міно — Раймон де Монтелу, брат Анжеліки
- Ів Барсак — Фалло, муж Ортанс
- Бернар Лажарріж — барон Сансе де Монтелу, батько Анжеліки
- Жак Іллен — Молін
- Деніз Прованс — Барба
- Жан Озенне — маркіз дю Плессі-Белльєр, батько Філіпа
- Роберто — Баркароль
- Андре Рує — Клеман Тоннель
- Жорж Гере — Фріц Хауер
- Блек Салем — Куассі-Ба
- Ноель Роквер — Боржу
- Клер Атана — королева Марія-Терезія Іспанська

## Зйомки
Зйомки фільму відбувались на студії «Чінечітта» в Римі, а також в замках та маєтках Франції: 
- замок Танле (департамент Йонна, Бургундія) — декор замку графа Жоффрея де Пейрака;
- замок Marigny-le-Cahouët (Кот-д'Ор) — замок барона Сансе де Монтелу;
- замок Esclimont (château d'Esclimont) (Івелін) — замок маркіза дю Плессі — Белльєра;
- абатство де Фонтене (Кот-д'Ор, Мармань) — монастир в Пуату.

## Прем'єра у різних країнах
- Франція — Прем'єра фільму в Франції відбулася 8 грудня 1964 в кабаре «Мулен Руж». Знаменита Коко Шанель запрошена на трансляцію аплодувала стоячи.
- Німеччина — В ФРН прем'єра відбулась 18 грудня 1964 року.
- Італія — В Італії прем'єра відбулась 28 грудня 1964 року.
- Фінляндія — В Фінляндії прем'єра відбулася 19 лютого 1965 року.
- Данія — В Данії прем'єра відбулась 17 березня 1965 року.
- Туреччина — В Туреччині прем'єра відбулась в квітні 1965 року.
- Португалія — В Португалії прем'єра відбулась 25 березня 1966 року.
- Велика Британія — В Великій Британії прем'єра відбулася в 1967 році.
- СРСР — В СРСР фільм демонструвався з 1969 року.

## Римейк
Римейк режисера Аріеля Зейтуна вийшов на екрани в 2013 французькою мовою.